# Autofradat (satrap)
Autofradat (perz. Vātafradāta, grč. Autophradates, lic. Wataprddata) je bio satrap Lidije tijekom vladavine perzijskog velikog kralja Artakserksa II. Na mjesto satrapa zasjeo je 370-ih pr. Kr. nakon što je njegov prethodnik Tiribaz ubijen zbog izdaje. Autofradat je zabilježen u nekoliko povijesnih dokumenata; na kovanicama maloazijskih polisa iz njegove satrapije, na zapisima u Liciji (koja je bila pod njegovim širim utjecajem) gdje se spominje kao „Vātafradāta, perzijski satrap“, te na jednom sarkofagu iz iste pokrajine. Autofradat je zajedno s Hekatomnom (satrapom Karije) bio zadužen za gušenje pobune na Cipru, gdje se salaminski kralj Evagora još jednom pobunio protiv Artakserksa II., no ponovo je poražen. Godine 368. pr. Kr. izbija nova pobuna koju pokreće Datam, satrap Cilicije i Kapadocije. Sljedeće godine pobuni se priključuju i frigijski satrap Ariobarzan, pa perzijski veliki kralj Artakserkso II. naređuje Autofradatu da uguši obje pobune. Ipak, uz pomoć Atene i Sparte pobuna se proširila, a oko 364. pr. Kr. gotovo svi satrapi Male Azije zajedno s armenskim satrapom Orontom I. sudjelovali su u ustanku, zbog čega je 362. pr. Kr. i sam Autofradat bio primoran priključiti se pobunjenicima. Ipak, iste godine Datama ubijaju njegovi vojnici, Ariobarzana izdaje vlastiti sin, Oront I. se predaje perzijskom vladaru, dok Autofradat guši ostatke tzv. „Satrapske pobune“. Tijekom 350-ih pr. Kr. na mjestu satrapa Lidije naslijedio ga je Spitridat.

## Poveznice
- Perzijsko Carstvo
- Artakserkso II.

| Prethodnik:                     | Satrap Lidije (370-ih - 350-ih pr. Kr.) | Nasljednik:                       |
| Tiribaz (387. - 370-ih pr. Kr.) | Satrap Lidije (370-ih - 350-ih pr. Kr.) | Spitridat (350-ih - 334. pr. Kr.) |

## Vanjske poveznice
- [neaktivna poveznica]
- Popis lidijskih satrapa (Livius.org, Jona Lendering)  Arhivirana inačica izvorne stranice od 6. ožujka 2009. (Wayback Machine)